# Федерация спортивного ориентирования России
Федерация спортивного ориентирования России (ФСОР, Russian Orienteering Federation) — общероссийская физкультурно-спортивная общественная организация, основанная на членстве и созданная с целью популяризации и развития вида спорта - спортивное ориентирование и других видов ориентирования на местности среди различных групп населения Российской Федерации, объединяющей на добровольных началах граждан и юридических лиц - общественных объединений, осуществляющих свою деятельность в области спортивного ориентирования и других видов ориентирования на местности.
Членами ФСОР могут быть аккредитованные общественные организации субъектов Российской Федерации. Каждая региональная ФСО является юридическим лицом и ведет работу в своем регионе, включающую проведение соревнований и др..
ФСОР является полноправным членом Международной федерации ориентирования. ФСОР имеет в своем составе членов, президента, президиум, исполком, тренерский совет, почётных членов, контрольно-ревизионную комиссию (КРК). 

## Президенты федерации
- Васильев Николай Дмитриевич (1991—1995)[4]
- Беляев Сергей Георгиевич (1995—2003)
- Янин Юрий Брониславович (2003—2007) исполнение обязанностей согласно государственной регистрации
- Беляев Сергей Георгиевич (2007—наст. вр.)